# Flughafen Böblingen

i7
i11
i13
Der Flughafen Böblingen, auch als Flughafen Stuttgart-Böblingen bezeichnet, ist ein ehemaliger Militär- und Zivilflughafen. Von 1915 bis 1918 militärisch genutzt, war er ab April 1925 bis zur Inbetriebnahme des Flughafens Stuttgart-Echterdingen im Jahre 1939 der Verkehrsflughafen von Stuttgart. Das Gelände liegt nordwestlich von Böblingen und südlich des Mercedes-Benz-Werks in Sindelfingen, zwischen Autobahn 81 und der Bahnstrecke Stuttgart–Horb. Inzwischen wird der Bereich unter dem Namen Flugfeld als gemeinsamer Stadtteil von Sindelfingen und Böblingen neu entwickelt.

## Fliegerhorst Böblingen (1915–1918)

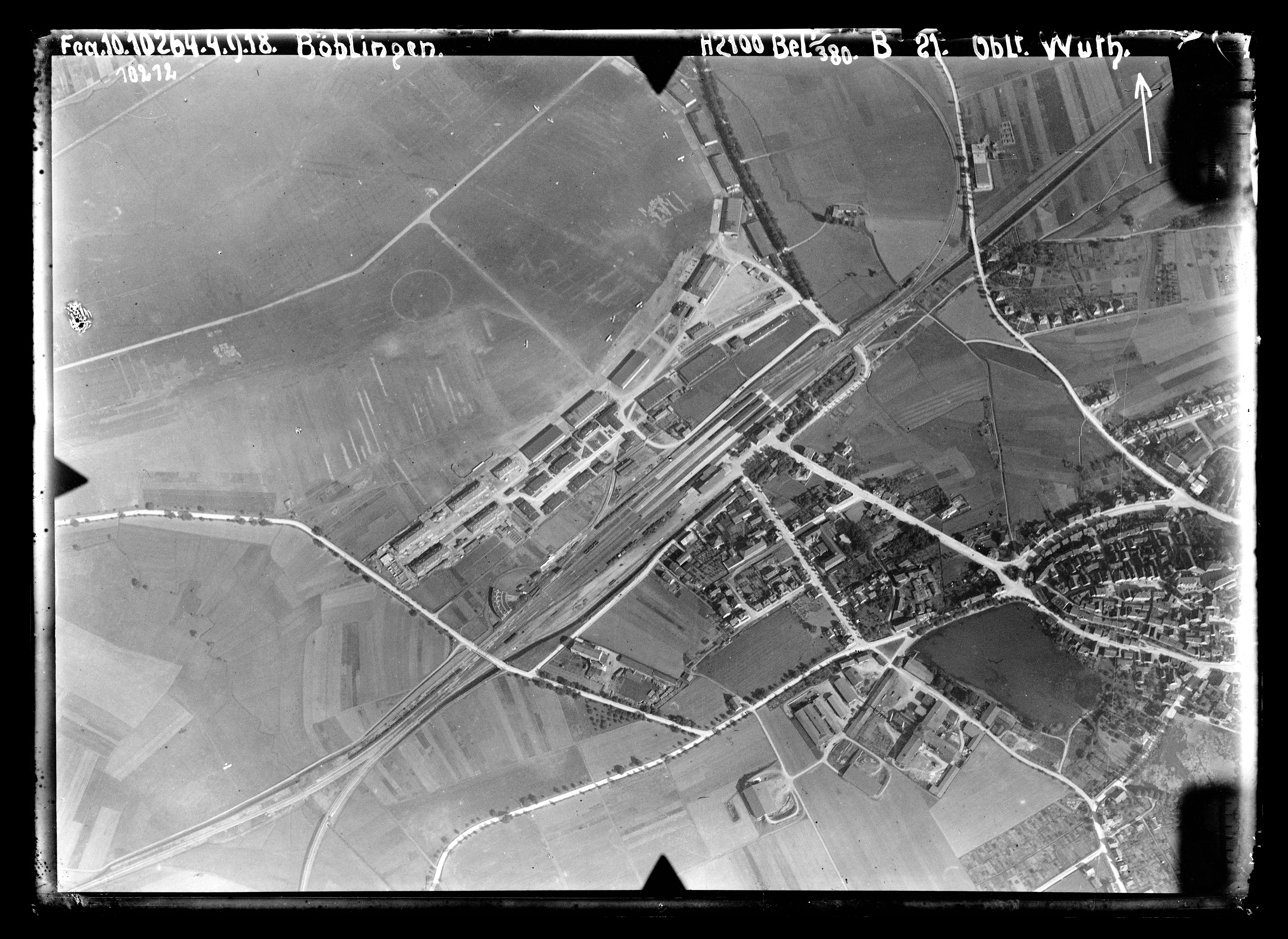
Luftbild des Flughafens neben dem Bahnhof, September 1918

Die erste Landung in der Nähe des späteren Flughafens lässt sich im Juni 1914 nachweisen, als ein Flugzeug der Pfalz-Flugzeugwerke „an der Straße nach Dagersheim“ notlanden musste. Ein Jahr später, im Juni 1915, kaufte das Deutsche Reich für etwa 400.000 Mark (nach heutiger Kaufkraft 1.949.000 Euro) 100 Hektar Land auf Böblinger und Sindelfinger Gemarkung, um dort einen Fliegerhorst zu errichten. Unmittelbar neben dem Fliegerhorst wurde im Oktober 1915 mit dem Bau einer Flugzeugfabrik der Daimler-Motoren-Gesellschaft begonnen, die im Frühjahr 1917 mit der Fertigung beginnen konnte. Der Fliegerhorst wurde bis zum Ende des Ersten Weltkriegs genutzt, bevor mit dem Friedensvertrag von Versailles jeglicher ziviler und militärischer Luftverkehr eingestellt werden musste. Die meisten Gebäude des ehemaligen Fliegerhorsts wurden in der Folge abgerissen, das Gelände verblieb jedoch als Ganzes im Eigentum des Reiches und wurde landwirtschaftlich genutzt.

## Landesflughafen Stuttgart-Böblingen (1925–1938)
Im Jahr 1924 wurde auf dem Gelände eine Flugschule eingerichtet, aus der 1925 die Süddeutsche Sportflug-Gesellschaft wurde. Am 15. November 1924 wird vom Volksstaat Württemberg, der Stadt Stuttgart sowie Banken und Industrieunternehmen die Luftverkehr Württemberg AG (LUWAG) gegründet. Die LUWAG wurde mit einem Startkapital von 700.000 Reichsmark (nach heutiger Kaufkraft 3.519.000 Euro) ausgestattet und verfolgte das Ziel, einen Landesflughafen zu errichten und zu betreiben. Als Standort wurde unter anderem auch der Cannstatter Wasen diskutiert, schließlich fiel die Wahl jedoch auf Böblingen. 1925 wurde innerhalb weniger Monate der Landesflughafen Stuttgart-Böblingen errichtet, dazu wurde das Gelände planiert und ein Empfangsgebäude aus Holz sowie eine Flugzeughalle gebaut. Eröffnet wurde der Flughafen durch Staatspräsident Eugen Bolz. Als erstes planmäßiges Verkehrsflugzeug landete am 20. April 1925 eine Dornier Merkur, im Sommer 1925 zählte man 2.271 Flugbewegungen und 4.097 Passagiere.

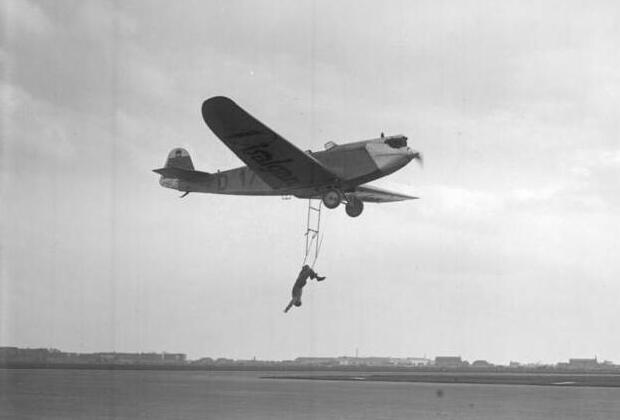
Luftakrobat Fritz Schindler bei einer seiner Vorführungen

Sowohl der Deutsche Aero-Lloyd als auch Junkers Luftverkehr, die Vorgänger der späteren Deutschen Luft Hansa, eröffneten ein Büro am Flughafen, die LUWAG zählt 1926 13 Mitarbeiter am Flughafen. Am 6. April 1926 wurde der erste Linienflug der neu gegründeten Luft Hansa von Berlin nach Zürich über Böblingen (über Halle und Erfurt) eröffnet, spätere Ziele ab Böblingen waren unter anderem London, Amsterdam, Oslo, Moskau, Bukarest, Rom, Madrid und Paris. 1926 errichtete Hanns Klemm auf dem Flughafengelände eine Halle für den Leichtflugzeugbau. Bereits im Oktober 1925 war mit den Planungen für ein neues Empfangsgebäude begonnen worden, der Neubau im Bauhaus-Stil wurde schließlich 1928 eingeweiht und umfasste auch Verwaltungsräume sowie ein Flughafenhotel. 1929 wurde der Gebäudekomplex um eine Flugzeughalle ergänzt.
Am 3. November 1929 landete erstmals das Starrluftschiff LZ 127 „Graf Zeppelin“ in Böblingen und zog etwa 100.000 Schaulustige an. Am 18. September 1930 kam bei der Probe für den Flugtag in Stuttgart der Luftakrobat Fritz Schindler ums Leben, woraufhin Luftakrobatik im Reich verboten wurde. 1932 wurde der damalige NSDAP-Vorsitzende Adolf Hitler auf dem Flughafen Böblingen „stürmisch begrüsst“. Neben dem normalen Flugbetrieb etablierte sich der Böblinger Flugtag. Am 3. Februar 1934 startete die Luft Hansa die erste planmäßige Luftpost-Verbindung nach Südamerika. Von Berlin kommend führte die Route über Böblingen mit zahlreichen Zwischenlandungen unter anderem in Sevilla, Bathurst und dem Katapultschiff Westfalen bis nach Buenos Aires. Ab dem 23. April 1936 wurde die Verbindung über Böblingen eingestellt.
1935 nutzten 184.280 Passagiere den Flughafen Böblingen und die Kapazitätsgrenze war erreicht. Im Dezember 1936 wurde beschlossen, einen neuen Flughafen am heutigen Standort bei Echterdingen zu errichten. 1938 wurde der Flughafen in einen Fliegerhorst umgewandelt, bis zum Kriegsbeginn im September 1939 gab es parallel zur militärischen Nutzung aber weiterhin zivilen Flugverkehr.

## Fliegerhorst Böblingen (1938–1945)

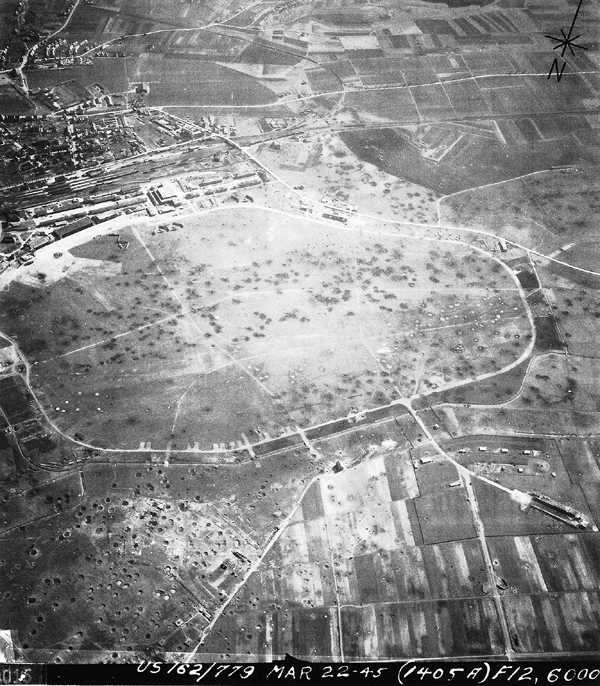
Luftaufnahme des Fliegerhorsts Böblingen vom 22. März 1945 mit durch Bombardierung verursachten Schäden

Im April 1939 wurde die erste Jagdgruppe zum Fliegerhorst Böblingen verlegt, nachdem zuvor neben dem Flughafengelände eine Fliegerhorstkaserne errichtet worden war. Zeitweise war die am Fliegerhorst stationierte Kompanie bis zu 400 Mann stark. Von Oktober 1941 bis August 1943 war auch eine Flugzeugführerschule in Böblingen eingerichtet. Der erste große Bombenangriff auf den Fliegerhorst und das angrenzende Werk von Daimler-Benz fand in der Nacht vom 7. auf den 8. Oktober 1943 statt, auch danach waren beide mehrfach das Ziel alliierter Luftangriffe.

## Nutzung nach dem Zweiten Weltkrieg
Nach Ende des Krieges wurde der Flughafen von den US-Streitkräften übernommen und der Flugbetrieb eingestellt. Auf dem Gelände wurde unter anderem ein Internierungslager für Kriegsgefangene, ein Auffanglager für Displaced Persons und ein Reparaturwerk für Panzer und Lkw der US-Streitkräfte eingerichtet. Betreiber des Reparaturwerks war zunächst die US Army, ab Juni 1948 wurde die Betriebsführung durch Daimler-Benz übernommen. Hierzu wird die Tochtergesellschaft Reparaturwerk Böblingen GmbH gegründet, die später in der Daimler-Benz Services GmbH aufging. In die Kasernengebäuden des Fliegerhorsts zog 1956 die Bundeswehr ein, 1965 wurde dieser Teil des Geländes in Wildermuth-Kaserne umbenannt. 1993 zog das letzte Bataillon ab, heute ist hier die Bundespolizei-Direktion Stuttgart sowie das Institut für Aus- und Fortbildung der Hochschule für die Polizei Baden-Württemberg untergebracht.
Bereits in den 1980er Jahren wurden weite Teile des Geländes als Weideland genutzt, nachdem das Reparaturwerk 1989 geschlossen wurde und die US-Streitkräfte den ehemaligen Flughafen 1992 verlassen hatten, lag das Areal fast komplett brach. Das Gelände hatte Altlasten und war darum als Bauland nicht verkäuflich. Im Jahr 2002 schloss sich ein Zweckverband der Städte Böblingen und Sindelfingen zusammen, kaufte das Areal von der Bundesrepublik Deutschland, dekontaminierte, beseitigte Munitionsrückstände und erschloss es. Seither entstand hier einen Wohn- und Geschäftsviertel, dort ist seit 2020 das gemeinsame Krankenhaus für Böblingen und Sindelfingen im Bau, das ungefähr bis 2025 bezugsfertig sein soll.
Der ehemalige Flughafen ist als Sachgesamtheit ein Kulturdenkmal aus heimatgeschichtlichen und wissenschaftlichen (vor allem architektur- und verkehrsgeschichtlichen) Gründen nach dem Denkmalschutzgesetz, die nicht denkmalgeschützten Gebäude auf der Südseite wurden inzwischen abgebrochen. Die Gebäude werden seither genutzt von der Motorworld Region Stuttgart.

## Sonstiges
1929 kam es im Zuge des Baus der Nord-Süd-Leitung durch die Großkraftwerk Württemberg AG zu einem Rechtsstreit: Ursprünglich sollte die Leitung auf kurzem Weg in unmittelbarer Nähe zum Flughafen verlaufen und hätte damit zu einer Gefährdung des Flugverkehrs geführt. Stattdessen wurde die Leitung in großem Abstand vom Flughafen westlich von Maichingen, Darmsheim und nördlich von Ehningen geführt. Dieser Rechtsstreit dürfte einer der ersten in Deutschland gewesen sein, bei dem es um die Gefährdung des Luftverkehrs ging.